# رودلف كوخ
رودلف كوش (بالألمانية: Rudolf Koch)‏ هو أستاذ جامعي ألماني، ولد في 20 نوفمبر 1876 في نورنبرغ في ألمانيا، وتوفي في 9 أبريل 1934 في أوفنباخ أم ماين في ألمانيا.

## وصلات خارجية
- رودلف كوخ على موقع أوليمبيديا (الإنجليزية)
- رودلف كوخ على موقع الموسوعة البريطانية (الإنجليزية)